# Tetsurō Kashibuchi
Tetsurō Kashibuchi (かしぶち 哲郎 Kashibuchi Tetsurō?) (9 de noviembre de 1950 - 17 de diciembre de 2013) fue un compositor, y productor musical japonés.

## Vida
Después de realizar por primera vez en la cafés Utagoe, se unió a la banda Hachimitsu Pie, y cuando se separaron, se unió a los Moonriders. Junto con sus compañeros de banda Monnrider Ryōmei Irai y Hirobumi Suzuki, comenzó una banda llamada Artport.
En la década de 1980, compuso muchas canciones y produjo álbumes para ídolos, especialmente para Yukiko Okada.
Murió el 17 de diciembre de 2013 desde el cáncer de esófago.

## Obras (selección)

### Álbumes
- Rira no hoteru (1983)
- Kanojo no toki (1985)
- fin meguriai (1993)
- Kashibuchi Tetsuro SONGBOOK (1998)
- Kyo wa ame no hi desu (2002)
- Live Egocentrique (2003)
- Tsukuribanashi (2004)
- Jiyu na merodi - Hachimitsu Pie〜Moonriders (2009)
- LE GRAND (2009)

### Productor, compositor para
- Agnes Chan
- Seri Ishikawa
- Rie Nakahara
- Eve
- Yukiko Okada
- Megumi Ōishi
- Akiko Ikuina

### Banda sonora

#### Películas
- Koisuru Onnatachi (1986)
- Tsuribaka Nisshi 5 (1992)
- Tsuribaka Nisshi 6 (1993)
- Tsuribaka Nisshi 7 (1994)
- Tsuribaka Nisshi 8 (1996)
- Tsuribaka Nisshi 9 (1997)
- Tsuribaka Nisshi 10 (1998)

#### Anime
- Mobile Suit Gundam 0080: War in the Pocket (1989)
- Compiler (1992)

## Anuncios de televisión
- Nomura Securities (2005)
- Sekisui House (2007)
- Panasonic (2008)

## Libros
- Rock drum ga tatakechatta (2006)